# UD Villa de Santa Brígida
UD Villa de Santa Brígida ist ein spanischer Fußballverein aus Santa Brígida, Gran Canaria. 

## Geschichte
Der Verein entstand 2004 durch die Fusion der beiden historischen kanarischen Fußballmannschaften Sociedad Deportiva Santa Brígida und Club Deportivo Villa de Santa Brígida. Der Verein begann den Spielbetrieb in der Tercera División, der vierthöchsten Spielklasse im spanischen Fußball. In der Saison 2006/07 schaffte der Verein den Aufstieg in die Segunda División B in den Aufstiegsplayoffs, in denen er Gimnástica Segoviana und Real Murcia B schlug.
In der folgenden Saison wurde der Verein Sechzehnter in der Segunda División B und musste in die Relegation. Dort konnte der Verein sich im Elfmeterschießen gegen CD Baza durchsetzen. In der Saison 2008/09 stieg der Verein als Tabellenletzter wieder in die Tercera División ab, in der er seitdem spielt. 2016/17 nahm der Verein an der ersten Runde der Copa del Rey teil.

## Stadion
Das Estadio Municipal del Guiniguada bietet Platz für 1100 Zuschauer und Heimat von UD Villa de Santa Brígida. Nachdem das Stadion in der Saison 2007/08 umfangreich umgebaut wurde, spielt der Verein seit der Saison 2010/11 im Stadion Los Olivos.

## Statistik
| Saison  | Liga               | Platz | Copa del Rey     |
| ------- | ------------------ | ----- | ---------------- |
| 2004/05 | Tercera División   | 5.    |                  |
| 2005/06 | Tercera División   | 5.    |                  |
| 2006/07 | Tercera División   | 3.    |                  |
| 2007/08 | Segunda División B | 16.   |                  |
| 2008/09 | Segunda División B | 20.   |                  |
| 2009/10 | Tercera División   | 7.    |                  |
| 2010/11 | Tercera División   | 5.    |                  |
| 2011/12 | Tercera División   | 14.   |                  |
| 2012/13 | Tercera División   | 10.   |                  |
| 2013/14 | Tercera División   | 6.    |                  |
| 2014/15 | Tercera División   | 6.    |                  |
| 2015/16 | Tercera División   | 1.    |                  |
| 2016/17 | Tercera División   | 3.    | Erste Hauptrunde |
| 2017/18 | Tercera División   | 8.    |                  |
| 2018/19 | Tercera División   |       |                  |